# Irvington (New Jersey)
Pour les articles homonymes, voir Irvington.
Irvington est une ville du comté d'Essex dans l'État du New Jersey.
La population était de 53 926 habitants en 2010, majoritairement afro-américaine.

## Démographie
| Groupe            | Irvington | New Jersey | États-Unis |
| ----------------- | --------- | ---------- | ---------- |
| Afro-Américains   | 85,4      | 13,7       | 12,6       |
| Blancs            | 5,6       | 68,6       | 72,4       |
| Autres            | 5,4       | 6,4        | 6,4        |
| Asiatiques        | 0,9       | 8,6        | 4,8        |
| Métis             | 2,2       | 2,3        | 2,9        |
| Amérindiens       | 0,4       | 0,3        | 0,9        |
| Total             | 100       | 100        | 100        |
|                   |           |            |            |
| Latino-Américains | 10,6      | 17,7       | 16,7       |

Selon l'American Community Survey, pour la période 2011-2015, 67,64 % de la population âgée de plus de 5 ans déclare parler l'anglais à la maison, 14,01 % déclare parler un créole français, 8,96 % l'espagnol, 3,50 % une langue africaine, 3,29 % le français et 2,60 % une autre langue.
Selon l'American Community Survey, pour la période 2012-2016, les Haïtiano-Américains, les Jamaïco-Américains et les Guyano-Américains représentent respectivement 14,9 %, 6,3 % et 3,3 % de la population. De plus, 31,4 % des habitants sont nés à l'étranger, notamment en Haîti (10 %), en Jamaïque (4,3 %), en Guyana (3,1 %), au Nigeria (1,8 %) et au Ghana (1,7 %).